# FFH-Gebiet Kiuser Gehege

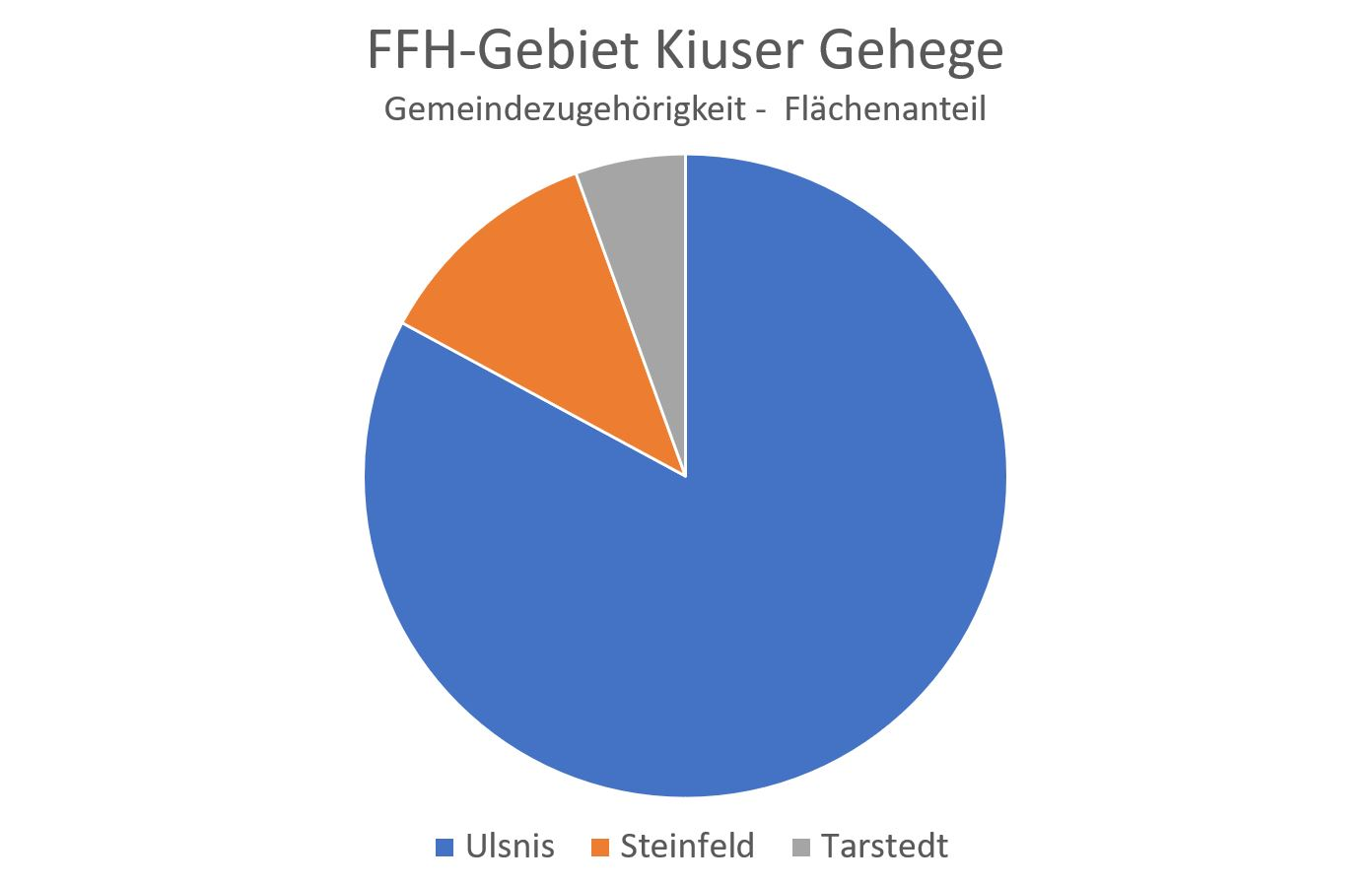
Diagramm 1: Gemeindezugehörigkeit

Das FFH-Gebiet Kiuser Gehege ist ein NATURA 2000 Schutzgebiet in Schleswig-Holstein im Kreis Schleswig-Flensburg in den Gemeinden Ulsnis, Taarstedt und Steinfeld. Das FFH-Gebiet liegt im Naturraum Angeln, der aus naturfachlicher Bewertung laut Landschaftssteckbrief des Bundesamtes für Naturschutz (BfN) zu den „Landschaften mit geringerer Bedeutung“ zählt. Das FFH-Gebiet hat eine Fläche von 38 ha. Es ist Teil eines größeren zusammenhängenden Waldgebietes. 

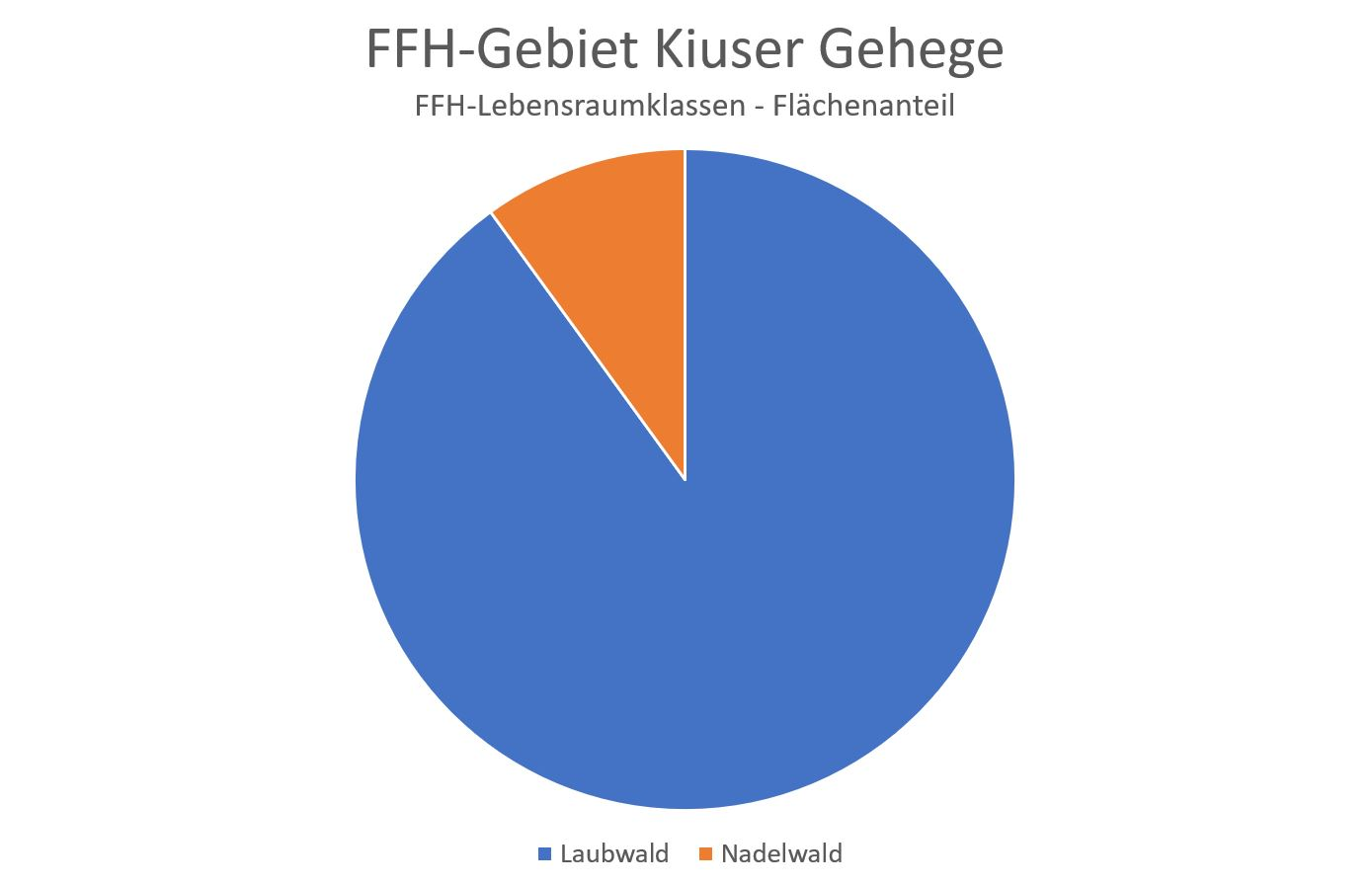
Diagramm 2: FFH-Lebensraumklassen

Die größte Ausdehnung liegt in nordwestlicher Richtung und beträgt 920 m. Die höchste Erhebung mit 31 m liegt am Südrand und der tiefste Punkt befindet sich mit 18 m an der Nordspitze des FFH-Gebietes. Das Kiuser Gehege liegt nördlich der Kreisstraße K29 zwischen den Ortsteilen Westerakebyholz im Westen und Schmedeland im Osten. Nach Norden grenzt es an des Waldgebiet Akebyer Holz. Einige angrenzende Waldflächen des Kiuser Geheges sind nicht Teil des FFH-Gebietes. Es handelt sich hier um einen historischen Waldstandort, der bereits in der Karte des Herzogtums Schleswig von Janssonius van Waesberge und Moses Pitt aus dem Jahre 1680, siehe Bild 1, und in der dänischen Generalstabskarte aus dem Jahre 1857 als Waldgebiet ausgewiesen war.

## FFH-Gebietsgeschichte und Naturschutzumgebung

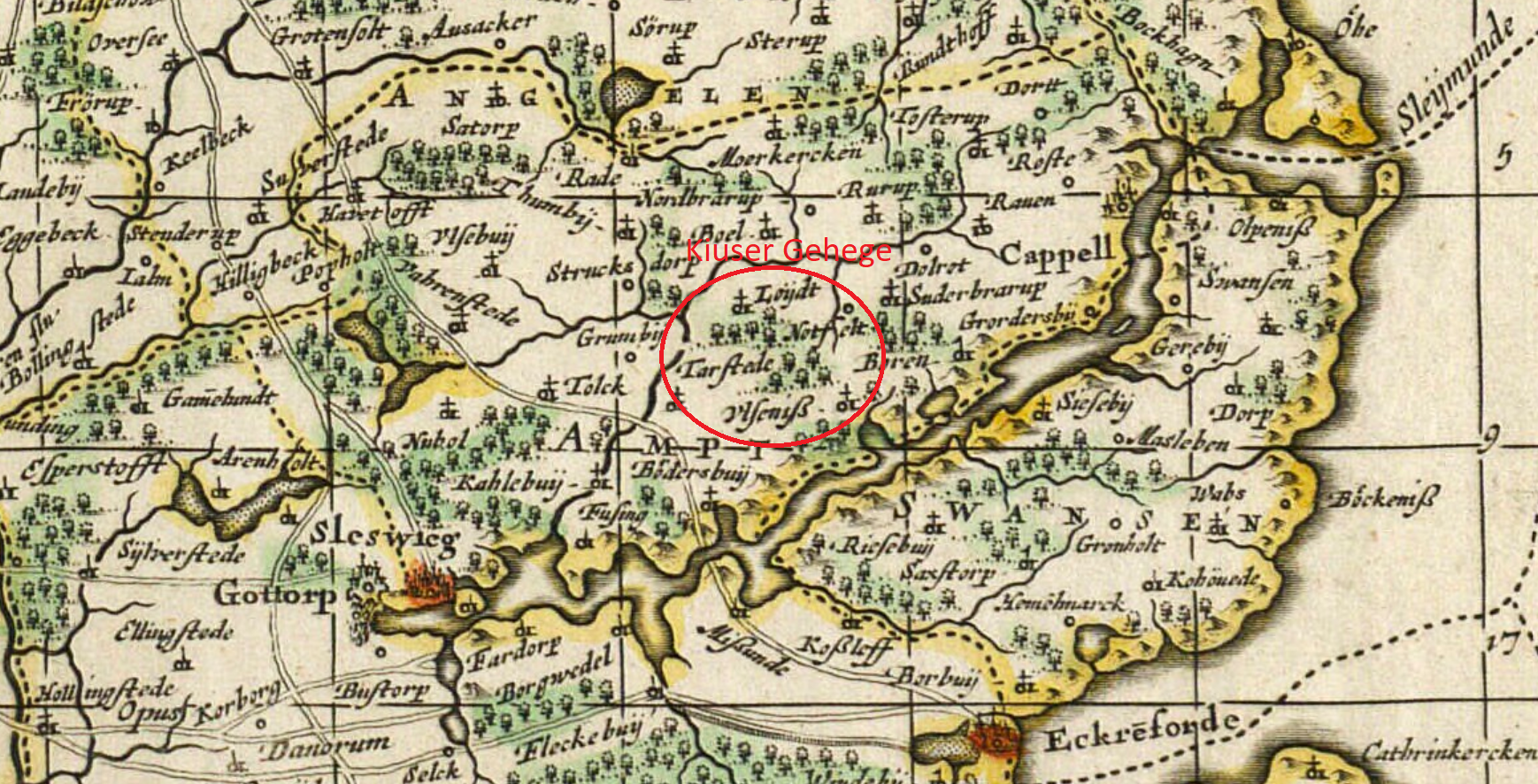
Bild 1ː Kiuser Gehege um 1680

Der NATURA 2000-Standard-Datenbogen für dieses FFH-Gebiet wurde im Juni 2004 vom Landesamt für Landwirtschaft, Umwelt und ländliche Räume (LLUR) des Landes Schleswig-Holstein erstellt, im September 2004 als Gebiet von gemeinschaftlicher Bedeutung (GGB) vorgeschlagen, im November 2007 von der EU als GGB bestätigt und im Januar 2010 national nach § 32 Absatz 2 bis 4 BNatSchG in Verbindung mit § 23 LNatSchG als besonderes Erhaltungsgebiet (BEG) bestätigt. Es besteht zum überwiegenden Teil aus einem mesophytischem Buchenwald mit kleinen Inseln aus Feucht- oder Sumpfwald sowie sonstigem Nutzwald. Im Ostteil befindet sich eine kleine Parzelle mit Niedermoor und Sumpf sowie etwas nördlicher eine Lichtung mit mesophilem Grünland. Am Nord- und Südrand gibt es je zwei stehende Kleingewässer. Das Gebiet wird von Nord nach Süd durch zwei Forststraßen durchquert, von denen kleinere Wege in das restliche Gebiet führen. Besucher sind in diesem abgelegenen Waldgebiet eher selten. Ein Faltblatt des Besucher-Informationssystems (BIS) für Naturschutzgebiete und NATURA 2000-Gebiete in Schleswig-Holstein des LLUR ist nicht verfügbar. Der Managementplan für das FFH-Gebiet wurde im September 2009 veröffentlicht. Da der Managementplan sich ausschließlich auf die Flächen der Schleswig-Holsteinischen Landesforsten bezieht, wird er Managementvermerk genannt. Ein Gebietsbetreuer geschützter Gebiete in Schleswig-Holstein gem. § 20 LNatSchG ist für das FFH-Gebiet Kiuser Gehege vom LLUR bisher (Stand Dezember 2020) nicht ernannt worden. Die nächstgelegenen Schutzgebiete sind im Westen das FFH-Gebiet Wellspanger-Loiter-Oxbek-System und angrenzende Wälder (2 km) und im Südosten das Landschaftsschutzgebiet Nördliches Schleiufer (1,5 km). Das FFH-Gebiet Kiuser Gehege ist darüber hinaus Teil des Naturparks Schlei.

## FFH-Erhaltungsgegenstand

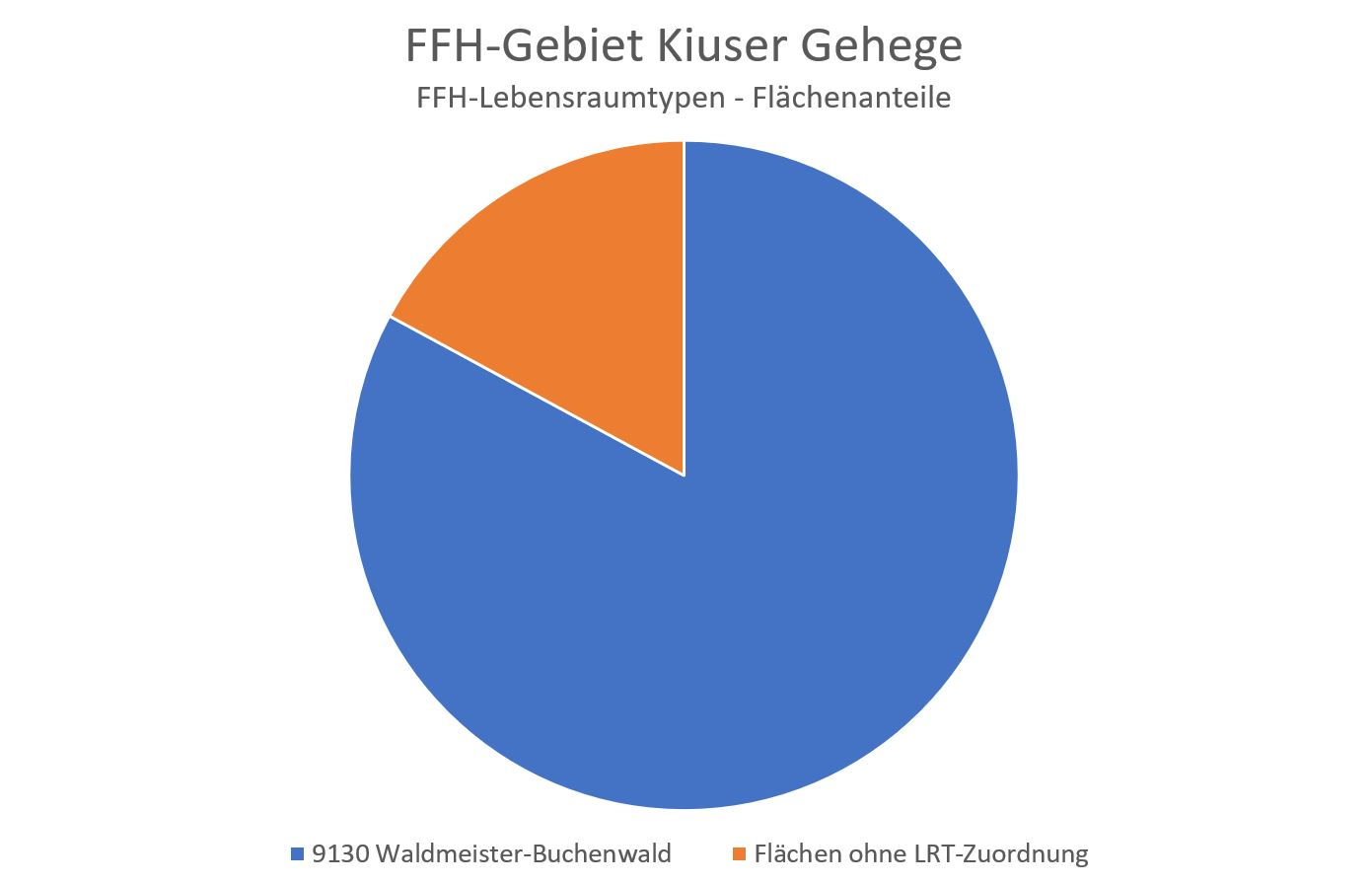
Diagramm 3: Lebensraumtypen

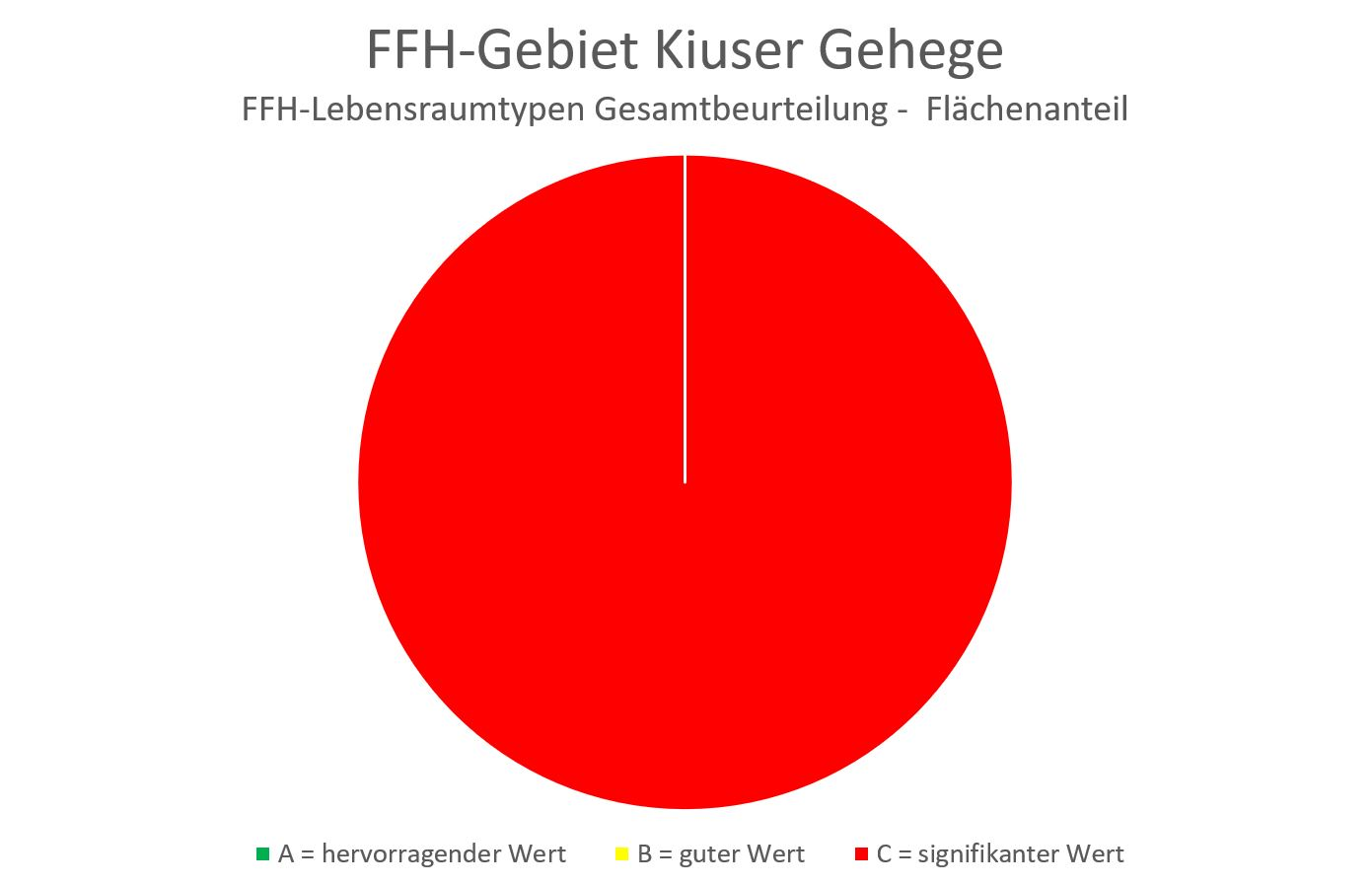
Diagramm 4: Gesamtbeurteilung der FFH-Lebensraumtypen

Laut Standard-Datenbogen vom Mai 2017 sind folgende FFH-Lebensraumtypen und Arten für das Gesamtgebiet als FFH-Erhaltungsgegenstände mit den entsprechenden Beurteilungen zum Erhaltungszustand der Umweltbehörde der Europäischen Union gemeldet worden (Gebräuchliche Kurzbezeichnung (BfN)):
- 9130 Waldmeister-Buchenwälder (Gesamtbeurteilung C)[19]

Das Bewertungskriterium „Erhaltung“ wird mit B = gut bewertet. Es fehlt eine ausreichende Zahl von sehr alten Bäumen.

## FFH-Erhaltungsziele
Die Erhaltung des Lebensraumtyps 9130 Waldmeister-Buchenwälder ist vom Ministerium für Energiewende, Landwirtschaft, Umwelt und ländliche Räume des Landes Schleswig-Holstein zum FFH-Erhaltungsziel von Bedeutung für das FFH-Gebiet Kiuser Gehege erklärt worden.

## FFH-Analyse und Bewertung

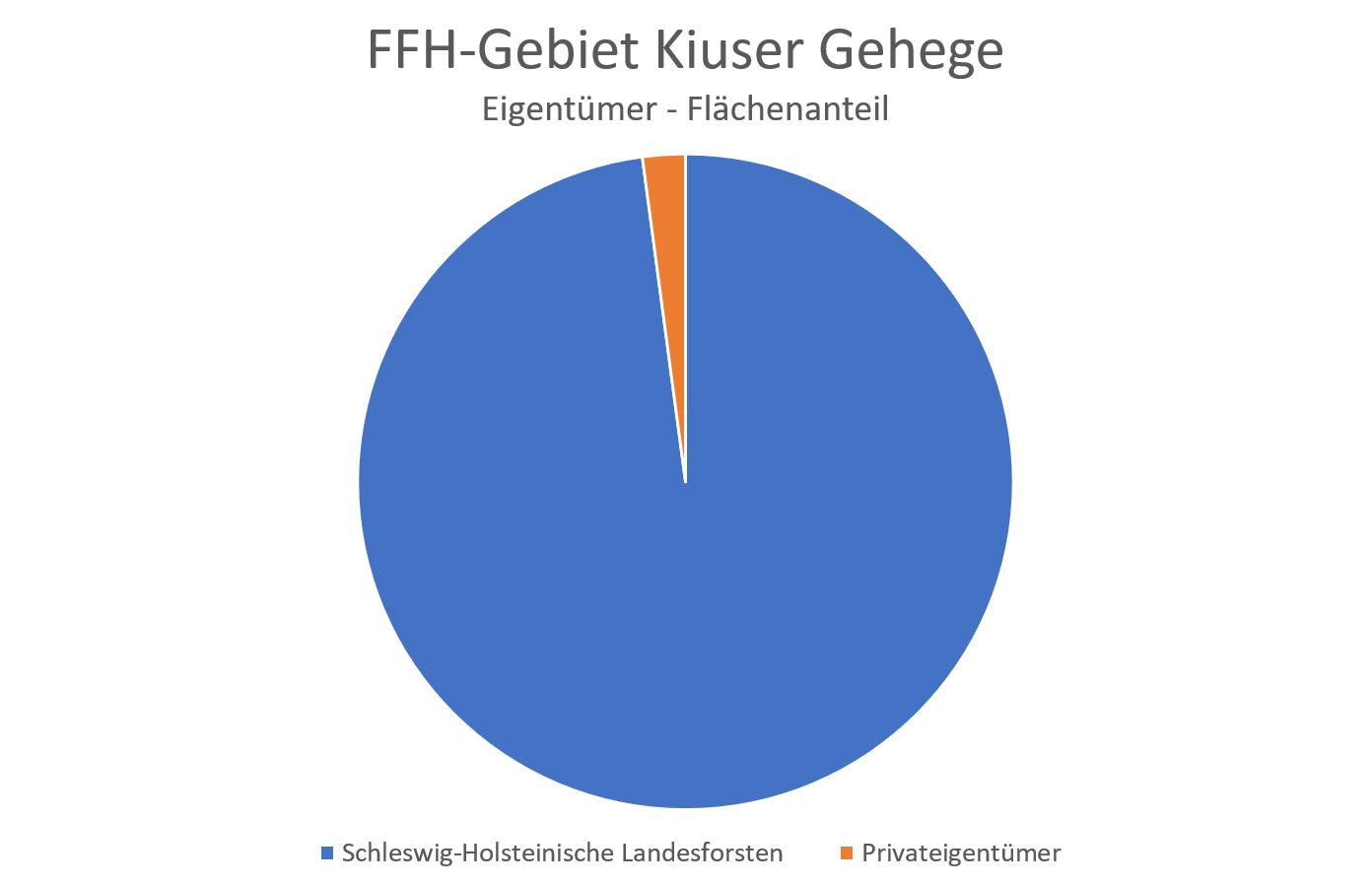
Diagramm 5: Eigentümer

Das FFH-Gebiet ist bis auf eine Parzelle im äußersten Nordosten im Eigentum der Schleswig-Holsteinischen Landesforsten. Somit gelten für die Bewirtschaftung die Handlungsgrundsätze der Schleswig-Holsteinischen Landesforsten für Natura-2000-Gebiete. Damit ist sichergestellt, dass dem Verschlechterungsverbot Beachtung geschenkt wird. In der Südostecke des FFH-Gebietes sind ca. 1,7 ha der Fläche der Abteilung 3256 C1 zum Naturwald erklärt worden und damit aus jeglicher Bewirtschaftung herausgenommen. Das entspricht etwa 4,4 % der FFH-Gebietsfläche und erreicht damit fast den angestrebten Durchschnitt von 5 % aller Wälder der Schleswig-Holsteinischen Landesforsten.

## FFH-Maßnahmenkatalog
Der FFH-Maßnahmenkatalog im Managementplan führt neben den bereits durchgeführten Maßnahmen geplante Maßnahmen zur Erhaltung und Entwicklung der FFH-Lebensraumtypen im FFH-Gebiet an. Die Einhaltung der Handlungsgrundsätze der Schleswig-Holsteinischen Landesforsten stellt sicher, dass sich das FFH-Gebiet im Sinne der FFH-Erhaltungsziele positiv weiterentwickelt. Schwerpunktmäßig sind dies der planmäßige Austausch des Nadelholzbestandes durch die Anpflanzung und Förderung gebietstypischer Gehölze, die Einstellung der Entwässerung von Senken, die Erhöhung des Totholzbestandes und die Ausweisung weiterer Flächen als Naturwald.

## FFH-Erfolgskontrolle und Monitoring der Maßnahmen
In Schleswig-Holstein wird alle 6 Jahre stichprobenartig die Umsetzung der Maßnahmen überprüft. Der Standard-Datenbogen wurde im Oktober 2013 aktualisiert. Somit wäre 2020 die nächste FFH-Erfolgskontrolle fällig.

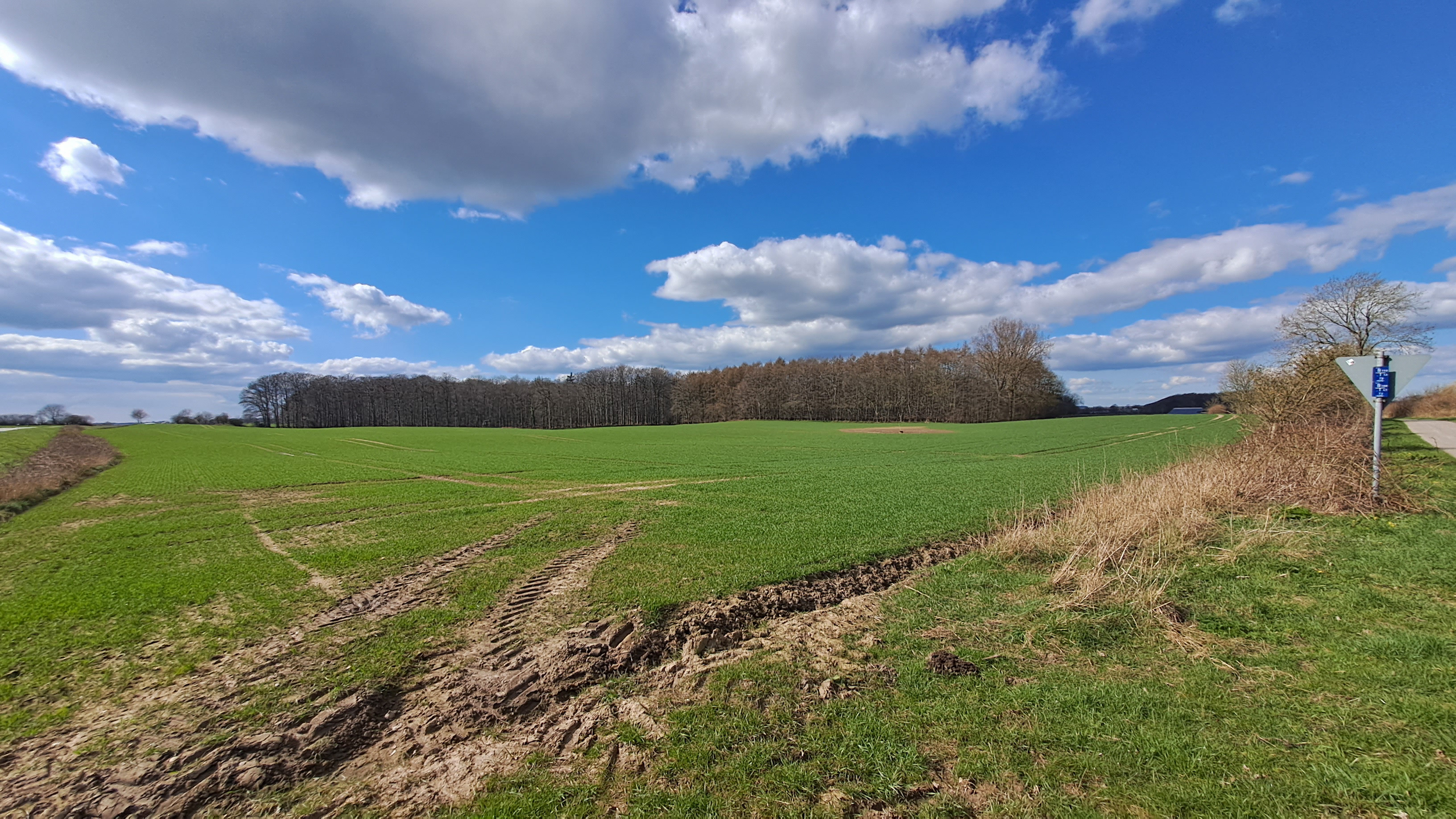
Ostseite des Kiuser Geheges
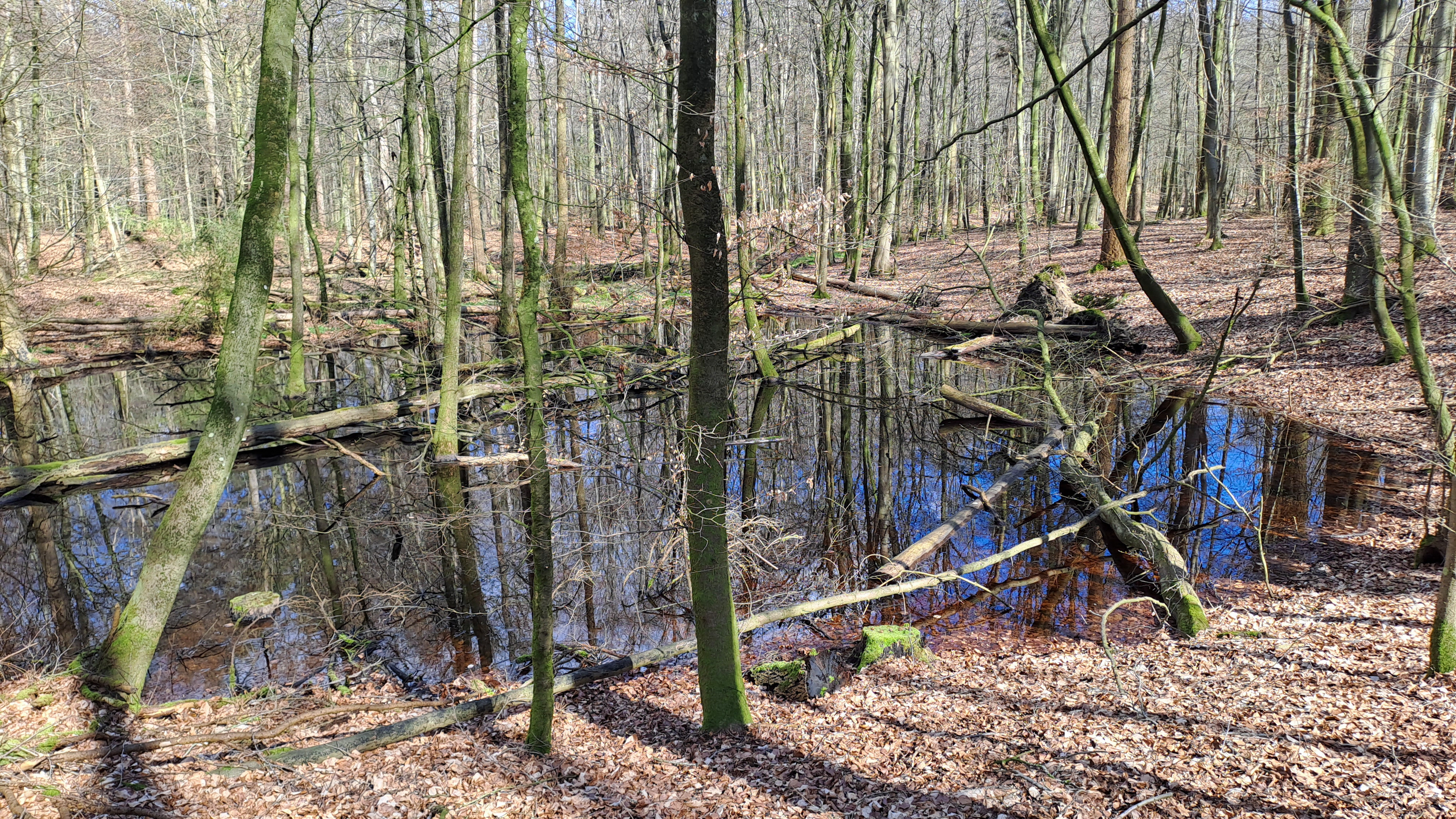
Bruchwald im Kiuser Gehege
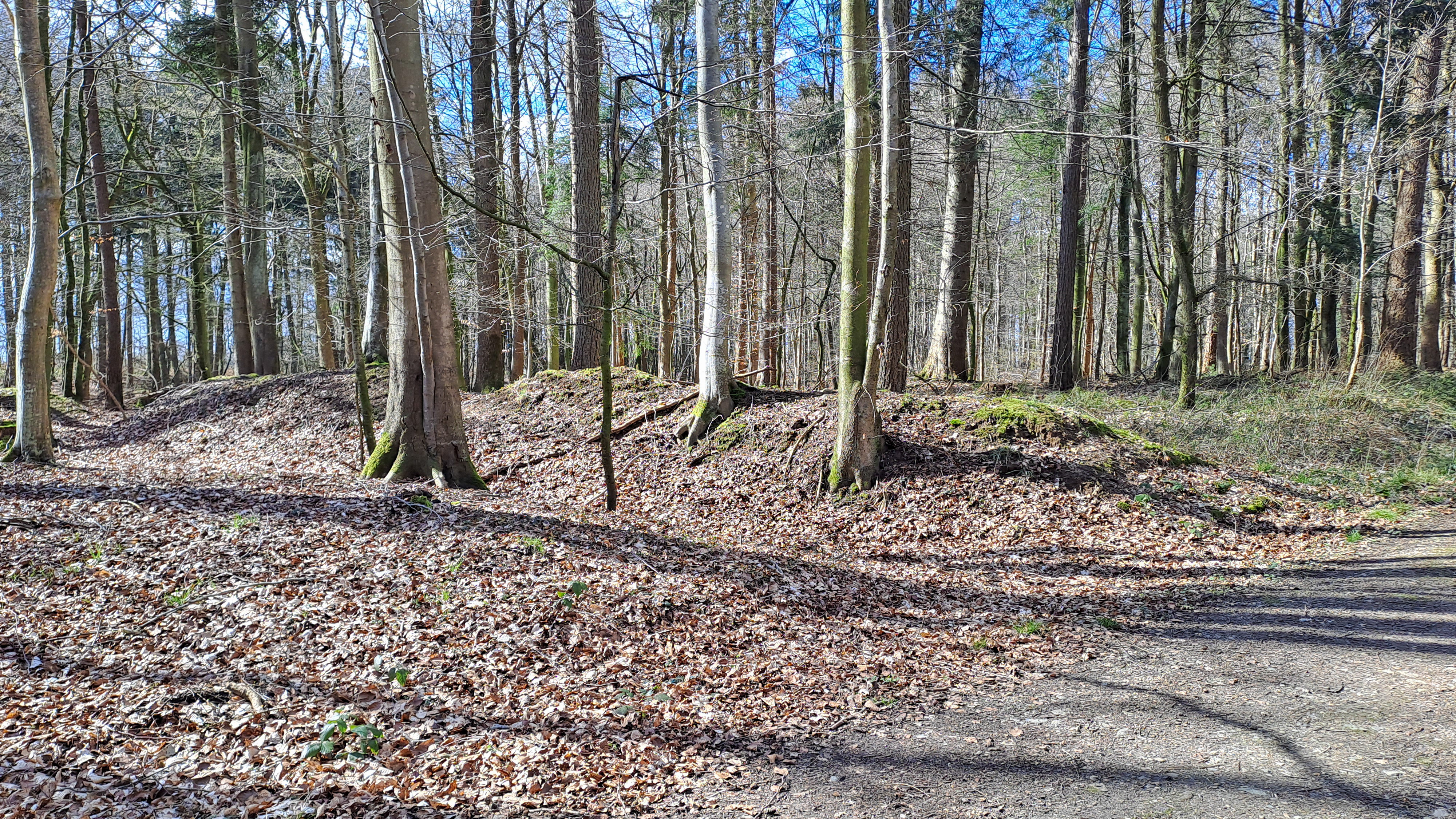
Wälle im Kiuser Gehege
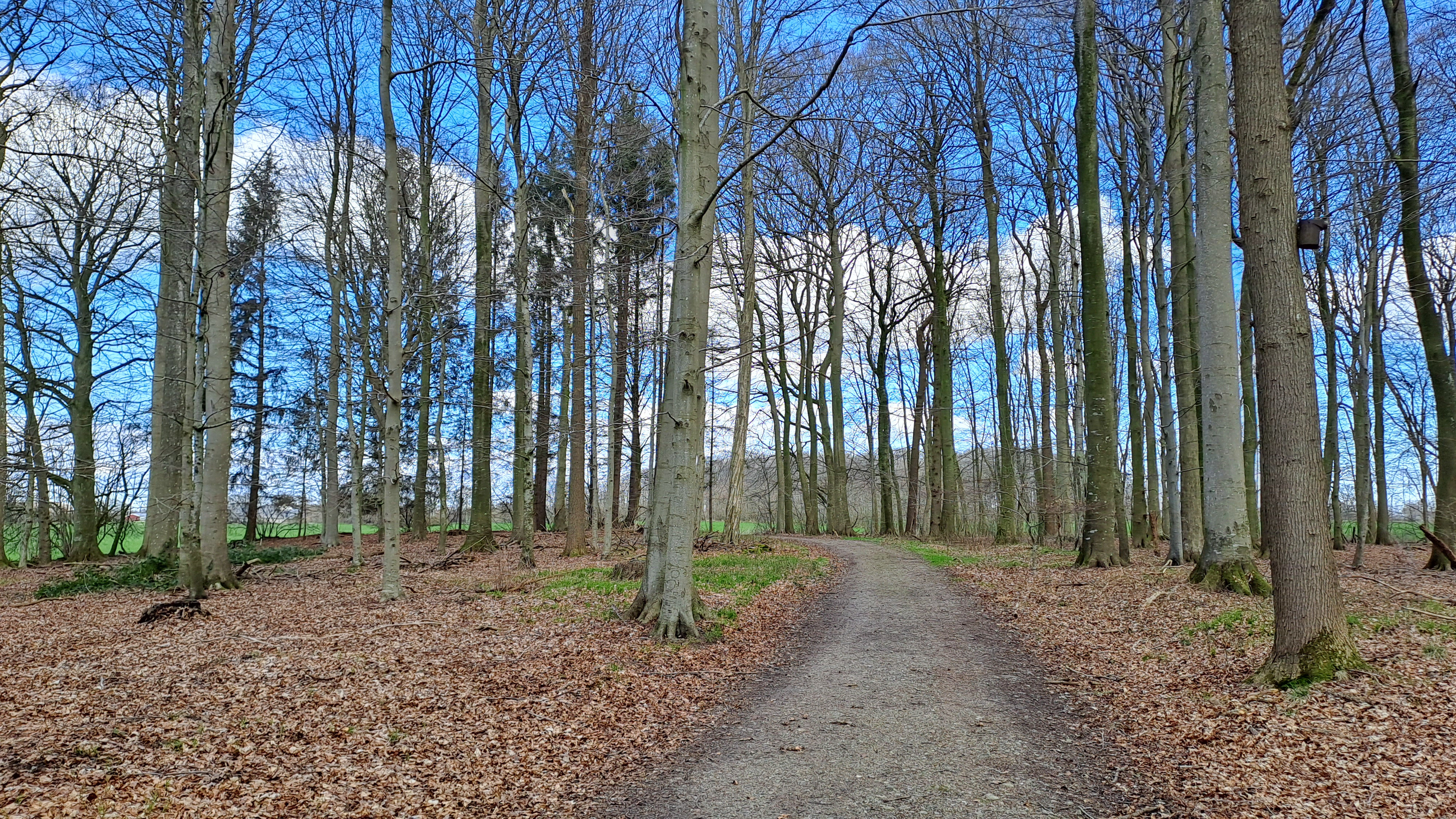
Nordrand des Kiuser Geheges
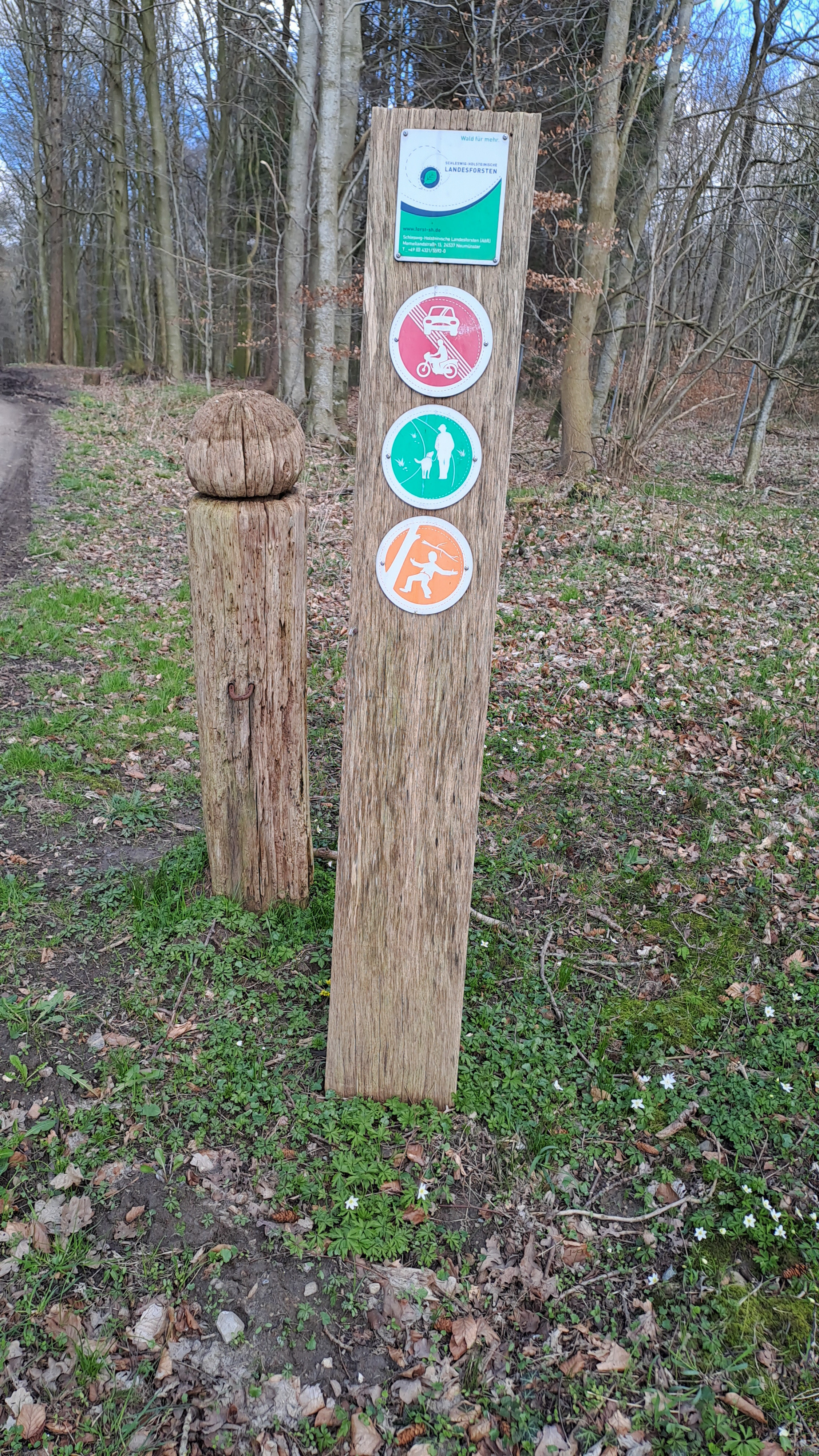
Hinweistafeln der Schleswig-Holsteinischen Landesforsten